# Äthiopische Botschaft in Berlin

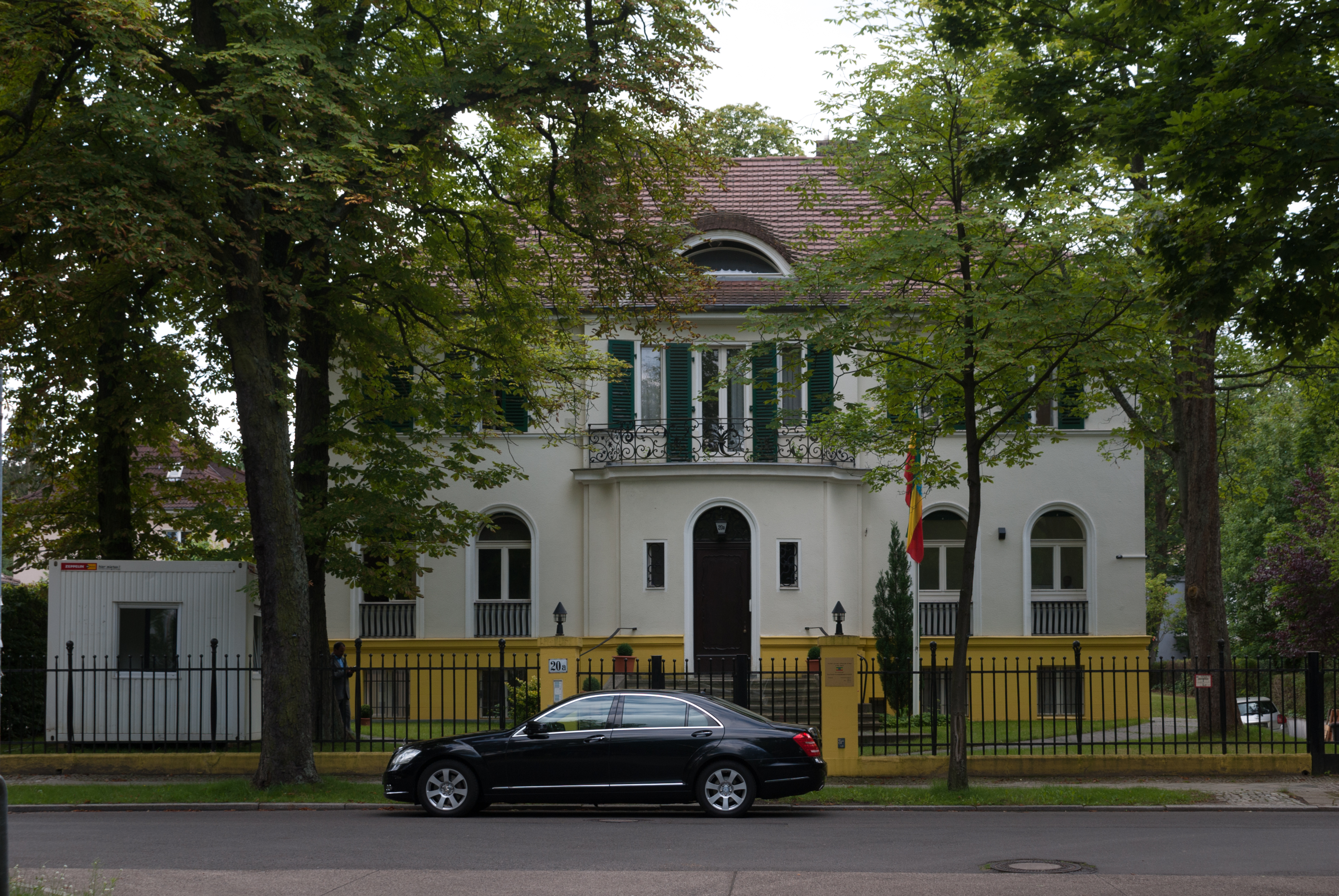
Äthiopische Botschaft in Berlin-Lichterfelde

Die äthiopische Botschaft in Berlin ist die diplomatische Vertretung Äthiopiens in Deutschland. Das Botschaftsgebäude befindet sich an der Boothstraße 20a im Berliner Ortsteil Lichterfelde des Bezirks Steglitz-Zehlendorf. Botschafter ist seit dem 23. Oktober 2024 Eskindir Yirga Asfaw.

## Geschichte
Zwischen dem Deutschen Kaiserreich und dem Kaiserreich Abessinien gab es bereits 1905 bilaterale Beziehungen. 1954 vereinbarten die äthiopische Botschaft in Paris und das Auswärtige Amt in Bonn, dass der Regierung von Äthiopien am Sitz der Bundesregierung Deutschlands ein geeignetes Gebäude als Kanzlei und Büro des Missionschefs zur Verfügung gestellt wird. Im Gegenzug erhielt die Bundesrepublik Deutschland das Grundstück der ehemaligen deutschen Gesandtschaft in Addis Abeba zur Bebauung für diplomatische Zwecke. In der DDR hatte Äthiopien an der Adresse Arnold-Zweig-Straße 10 einen eigenen Botschaftssitz. Nach der deutschen Wiedervereinigung wurde gemeinsam mit der Bundesregierung in Berlin nach einem geeigneten neuen Botschaftsstandort gesucht. Als Botschaftskanzlei wurde ein Grundstück mit Villa im Ortsteil Lichterfelde ausgewählt.

## Baugeschichte
Das Botschaftsgebäude wurde in den Jahren 1936 und 1937 nach Plänen des Berliner Architekten Otto Ortel errichtet. Die Villa wurde im Erscheinungsbild einer Landvilla errichtet und nach dem Zweiten Weltkrieg als Kommandantengebäude der amerikanischen Besatzungsmacht genutzt.
Erste Pläne zum Ausbau der Botschaft datieren von 1997. Im November 2002 wurde der Berliner Architekt Jakob Lehrecke mit der Planung eines Erweiterungsbaues beauftragt. Das Bauwerk steht unter Denkmalschutz.

## Architektur
Das Gebäude ist relativ schlicht und klein gehalten. Es hat ein hohes Mansarddach. Die breite Treppe und der risalitartig ausschwingende Portalvorbau verleihen der Botschaftsvilla Eleganz. Die Villa ist im Stil der 1930er Jahre schlicht gehalten, die Fassade wirkt blockhaft.
Gleich an das Hauptportal schließt ein Foyer an. Dieses ist mit für Äthiopien typischen geschnitzten Möbeln ausgestattet. Erdgeschoss und erstes Obergeschoss werden als Büro genutzt, das Dachgeschoss wurde zur Wohnung ausgebaut.
Der Erweiterungsbau besteht aus einem eigenständigen Baukörper im Gartenbereich des Grundstückes. Dieser ist durch einen geschlossenen Laubengang mit dem Wintergarten des Haupthauses verbunden. Die Fassade des Anbaues wird durch zwei großflächige Fensterfronten geöffnet. Diese werden durch drei schmale Wandstreifen gerahmt. Einer von diesen nimmt den Laubengang auf.
Auf der linken Seite des Erweiterungsbaus ist eine offene zweigeschossige Halle, auf der rechten Seite befinden sich Büroräume.